# Kasia Urbaniak
Kasia Urbaniak (née en 1978) est une enseignante, femme d'affaires et fondatrice de The Academy,. Elle est née à New York. Elle est la fille des musiciens jazz Michał Urbaniak et Urszula Dudziak.

## Carrière
En 2013, Kasia Urbaniak a créé The Academy, une école de pouvoir pour les femmes. Elle a ouvert ses portes au public en 2017 en réponse au Mouvement MeToo et offert de nombreux programmes gratuits ou à tarifs accessibles,. En octobre 2019, elle a participé à une conférence TEDx talk devant un public de 10 000 personnes à Rosario, en Argentine,.

## Livre
- Unbound: A Woman's Guide to Power (annoncé pour le 11 août 2020, reporté au 9 mars 2021)[8],[9]